# 雀尖嘴魚
雀尖嘴魚為輻鰭魚綱鱸形目隆頭魚亞目隆頭魚科的其中一種，分布於印度洋區，從東非至安達曼海海域，棲息深度1-35公尺，體長可達32公分，棲息在珊瑚生長豐富的潟湖、礁石區海域，以小型無脊椎動物為食，生活習性不明，可作為觀賞魚及食用魚。